# 貝克拉比托 (新墨西哥州)
貝克拉比托（英語：Beclabito）是位於美國新墨西哥州聖胡安縣的普查規定居民點。

## 人口
根據2020年美國人口普查的數據，貝克拉比托的面積為19.50平方千米，皆為陸地。當地共有人口265人，而人口密度為每平方千米13.59人。